# Teoria probabilităților
Teoria probabilităților este o ramură a matematicii care studiază modul în care se desfășoară fenomenele aleatoare, opuse celor deterministe. În lumea înconjurătoare, fenomenele deterministe ocupă doar o mică parte. Imensa majoritate a fenomenelor din natură și societate sunt stocastice (aleatoare). Studiul acestora nu poate fi făcut pe cale deterministă și, de aceea, știința hazardului a apărut ca o necesitate.
Aplicarea matematicii la studierea fenomenelor aleatoare se bazează pe faptul că, prin repetarea de mai multe ori a unui experiment, în condiții practic identice, frecvența relativă a apariției unui anumit rezultat (raportul dintre numărul experimentelor în care apare rezultatul și numărul tuturor experimentelor efectuate) este aproximativ același, oscilând în jurul unui număr constant. Dacă acest lucru se întâmplă, atunci unui eveniment dat i se poate asocia un număr, anume probabilitatea sa. Această legătură între structura unui câmp de evenimente și număr este o reflectare în matematică a transformării calității în cantitate. Problema convertirii în număr a unui câmp de evenimente revine la a defini o funcție numerică pe această structură, care să fie o măsură a posibilităților de realizare a evenimentelor. Realizarea unui eveniment fiind probabilă, această funcție se numește probabilitate.

## Scurt istoric
Începuturile teoriei probabilităților sunt legate de numele matematicienilor Blaise Pascal și Pierre Fermat în secolul al XVII-lea, ajungând la probleme legate de probabilitate datorită jocurilor de noroc. Dezvoltarea teoriei probabilităților și cercetarea unor probleme nelegate de jocurile de noroc sunt legate de matematicienii: Abraham Moivre, Pierre-Simon Laplace, Carl Friedrich Gauss, Simon-Denis Poisson, Pafnuti Lvovici Cebîșev, Andrei Andreevici Markov în secolul XIX, iar în secolul al XX-lea Andrei Nikolaevici Kolmogorov și al lui Alexandr Iakovlevici Hincin.
Teoria probabilităților a fost aplicată și la studiul dinamicii particulelor microscopice ale sistem termodinamic de Maxwell și Boltzmann, în teoria cinetică a gazelor.

## Probabilitatea evenimentelor aleatoare

### Clasificarea evenimentelor
a) sigur - evenimentul apariției uneia din fețele {\displaystyle 1,2,3,4,5,6} ale unui zar;

b) imposibil - evenimentul apariției feței {\displaystyle 7} la aruncarea unui zar;

c) aleator - evenimentul apariției feței {\displaystyle 3} la aruncarea unui zar.

### Frecvența unui eveniment
{\displaystyle h(E)\,} = {\displaystyle {m \over n}}, unde {\displaystyle m} reprezintă numărul de apariții {\displaystyle E} în cazul a {\displaystyle n} încercări.

### Probabilitatea unor evenimente aleatoare
În cazul unui număr {\displaystyle n} suficient de mare de experimente în care evenimentul {\displaystyle E} apare de {\displaystyle m} ori, frecvența relativă {\displaystyle m/n} poate fi socotită ca valoarea probabilităților. Această valoare se numește probabilitatea (statistică a) evenimentului {\displaystyle E} și se notează:
{\displaystyle \quad P(E)={m \over n}}

### Probabilitatea unui eveniment condiționat de un alt eveniment
- Se consideră două evenimente {\displaystyle A} și {\displaystyle B}, unde {\displaystyle P(B)>0}. Se definește probabilitatea lui {\displaystyle A} condiționată de {\displaystyle B} prin formula:

{\displaystyle \qquad P(A\mid B)={\frac {P(A\cap B)}{P(B)}}}
Aceasta reprezintă probabilitatea ca {\displaystyle A} să se realizeze sub condiția producerii lui {\displaystyle B}. Această relație se citește ,,probabilitatea lui {\displaystyle A} dat fiind {\displaystyle B}". Exemplu: Dacă evenimentul ,,plouă afară" ({\displaystyle B}) s-a petrecut, iar {\displaystyle A} este cazul în care ,,este frig", atunci probabilitatea să fie frig când plouă este {\displaystyle P(A\mid B)}. 
- Dacă un eveniment {\displaystyle E_{1}} este condiționat de alte {\displaystyle n-1} întâmplări {\displaystyle E_{2},E_{3},...,E_{n}}, cu probabilitatea intersecții lor nenulă,{\displaystyle P\left(\bigcap \nolimits _{j=2}^{n}E_{j}\right)>0}, atunci formula devine:

{\displaystyle \qquad P(E_{1}\mid E_{2},E_{3},...,E_{n})={\frac {P{\Big (}\bigcap _{i=1}^{n}E_{i}{\Big )}}{P{\Big (}\bigcap _{j=2}^{n}E_{j}{\Big )}}}}
- În cazul condiționării față de-o infinitate de evenimente, adică pentru {\displaystyle n\rightarrow \infty }, relația se transformă în:

{\displaystyle \qquad P(E_{1}\mid E_{2},E_{3},...)={\frac {P{\Big (}\bigcap _{i=1}^{\infty }E_{i}{\Big )}}{P{\Big (}\bigcap _{j=2}^{\infty }E_{j}{\Big )}}}}

### Evenimente incompatibile, contrare
- Evenimente incompatibile - evenimentele nu se produc simultan.
- Evenimente contrare - producerea unuia înseamnă nerealizarea celorlalte.

### Regula de adunare și cea de înmulțire
- Regula de adunare

Probabilitatea reuniunii a {\displaystyle n} evenimente incompatibile este egală cu suma probabilităților acestor evenimente:
{\displaystyle \quad P\left(\bigcup _{i=1}^{n}E_{i}\right)=\sum _{i=1}^{n}P(E_{i})}
În cazul când {\displaystyle n\rightarrow \infty }, formula devine:
{\displaystyle \quad P\left(\bigcup _{i=1}^{\infty }E_{i}\right)=\sum _{i=1}^{\infty }P(E_{i})}
- Regula de înmulțire

1. pentru {\displaystyle n} evenimente independente: {\displaystyle P\left(\bigcap _{i=1}^{n}E_{i}\right)=\prod _{i=1}^{n}P(E_{i})}. Pentru o familie infinită de evenimente, relația este:  {\displaystyle P\left(\bigcap \nolimits _{i=1}^{\infty }E_{i}\right)=\prod \nolimits _{i=1}^{\infty }P(E_{i})}. Dacă oricare din {\displaystyle P(E_{i})=0}, atunci produsul se va anula.
2. pentru {\displaystyle n} evenimente condiționate: {\displaystyle P\left(\bigcap _{i=1}^{n}E_{i}\right)=\prod _{i=1}^{n}P\left(E_{n}{\Bigg |}\bigcap _{j=1}^{n-1}E_{j}\right)}. Primul termen al produsului este {\displaystyle P(E_{1}\mid \Omega )}, aplicând convenția {\displaystyle \bigcap \nolimits _{j=2}^{0}E_{j}=\bigcap \nolimits _{j\in \varnothing }E_{j}=\Omega }. Știind că {\displaystyle \Omega } este evenimentul sigur (vezi sistemul de axiome Kolmogorov), rezultă că {\displaystyle P(E_{1}\mid \Omega )=P(E_{1})}.  Când se iau în considerare evenimente infinite, formula devine: {\displaystyle \quad P\left(\bigcap _{i=1}^{\infty }E_{i}\right)=\lim _{n\rightarrow \infty }\prod _{i=1}^{n}P\left(E_{n}{\Bigg |}\bigcap _{j=1}^{n-1}E_{j}\right)}
3. Exemplu concret:  Considerăm două evenimente, {\displaystyle A=\{{\text{TAS mamă}}>140{\text{ mmHg}}\},P(A)=0,10} și {\displaystyle B=\{{\text{TAS tată}}>140{\text{ mmHg}}\},P(B)=0,20}. Se dă în plus {\displaystyle P(A\cap B)=0,05}. (Aici {\displaystyle {\text{TAS}}} este tensiunea arterială sistolică și {\displaystyle {\text{mmHg}}} - milimetri coloană de mercur) 
  1. Dacă evenimentele {\displaystyle A} și {\displaystyle B} sunt idependente, {\displaystyle P(B\mid A)=P(B)}, atunci {\displaystyle P(A\cap B)=P(A)\cdot P(B)}.
  2. Se verifică relația:  {\displaystyle 0,05\neq 0,10\cdot 0,20\Longrightarrow } evenimente dependente.

### Câmp de evenimente. Câmp Borel de evenimente
1. Mulțimea {\displaystyle S} e un element a lui {\displaystyle B}.
2. Dacă două mulțimi {\displaystyle E_{1}} și {\displaystyle E_{2}} sunt elemente ale lui {\displaystyle B} atunci {\displaystyle E_{1}\cup E_{2}}, {\displaystyle E_{1}\cap E_{2}} sunt elemente ale lui {\displaystyle B}.
3. Dacă mulțimile {\displaystyle E_{1},E_{2},...} sunt elemente ale lui B, atunci {\displaystyle \bigcup \nolimits _{i=1}^{\infty }E_{i}} și {\displaystyle \bigcap \nolimits _{i=1}^{\infty }E_{i}} sunt de asemenea elemente ale lui {\displaystyle B}.

- Câmp de evenimente - condițiile {\displaystyle 1} și {\displaystyle 2}
- Câmp Borel de evenimente - condițiile {\displaystyle 1,2,3}

### Sistemul de axiome Kolmogorov
Axioma 1. Fiecărui eveniment aleator {\displaystyle E} din câmpul de evenimente îi este atașat un număr real nenegativ {\displaystyle P(E)} numit probabilitatea lui {\displaystyle E}.
Axioma 2. Probabilitatea evenimentului sigur {\displaystyle \Omega } este egală cu {\displaystyle 1}.
Axioma 3. Dacă evenimentele {\displaystyle E_{1},E_{2},...,E_{n}} sunt incompatibile două câte două, atunci se aplică regula de adunare: 
 {\displaystyle \quad P\left(\bigcup _{i=1}^{n}E_{i}\right)=\sum _{i=1}^{n}P(E_{i})} 

Axioma de adunare extinsă. Dacă apariția unui eveniment {\displaystyle F} este echivalentă cu apariția unor oarecare evenimente {\displaystyle E_{1},E_{2},...} , incompatibile două câte două, atunci: 
 {\displaystyle \quad P(F)=\sum _{i=1}^{\infty }P(E_{i})}

### Variabile aleatoare și repartiții
Variabilă aleatoare: variabila ia valori diferite în cazul mai multor experimente efectuate în aceleași condiții.

Variabila aleatoare discretă: poate lua un număr finit de valori.

Variabila aleatoare continuă: poate lua un număr infinit de valori.

Repartiția: mulțimea, a cărei elemente sunt perechile formate din valorile pe care poate să le ia variabila și probabilitatea corespunzătoare.

### Valoarea medie și dispersia

#### Valoarea medie
Variabila aleatoare {\displaystyle X} ce ia valorile {\displaystyle x_{i}} și probabilitățile corespunzătoare {\displaystyle p_{i}} 
 {\displaystyle M(X)\,} = {\displaystyle \sum _{i=1}^{\infty }x_{i}p_{i}} 

Variabila continuă {\displaystyle X} și {\displaystyle f(x)} - densitatea de repartiție continuă 
 {\displaystyle M(X)\,} = {\displaystyle \int _{-\infty }^{\infty }xf(x)\,dx}

#### Valorile medii ale sumelor și produselor de variabile aleatoare
Valoarea medie a sumei a două variabile aleatoare este egală cu suma valorilor medii a celor două variabile aleatoare {\displaystyle M(Z)=M(X)+M(Y)}, unde {\displaystyle Z=X+Y}, tot variabilă aleatoare.
Valoarea medie a produsului a două variabile aleatoare independente este egală cu produsul valorilor medii ale variabilelor aleatoare
{\displaystyle M(Z)=M(X)\cdot M(Y)}.

#### Dispersia pentru o variabilă aleatoare discretă
Dispersia {\displaystyle \sigma ^{2}} sau {\displaystyle D(x)} este o măsură pentru devierea de la medie. Se obține prin însumarea produselor dintre pătratul devierii de la medie {\displaystyle x_{i}-\mu } și probabilitatea corespunzătoare.
{\displaystyle \sigma ^{2}=\sum _{i=1}^{n}(x_{i}-\mu )^{2}\cdot p_{i}}

#### Dispersia pentru o variabilă aleatoare continuă
Dispersia {\displaystyle \sigma ^{2}} sau {\displaystyle D(x)} este o măsură pentru devierea de la medie. Se obține prin integrarea de la {\displaystyle -\infty } la {\displaystyle +\infty } a produsului dintre pătratul abaterii de la medie {\displaystyle x-\mu } și densitatea de repartiție {\displaystyle f(x)}.
 {\displaystyle \sigma ^{2}=\int _{-\infty }^{\infty }(x-\mu )^{2}f(x)\,dx}

#### Dispersia sumei a două variabile aleatoare independente
Dispersia unei sume de două variabile aleatoare independente este egală cu suma dispersiilor celor două variabile σ{\displaystyle _{2}}²=σ{\displaystyle _{x}}²+σ{\displaystyle _{y}}²

### Inegalitatea lui Cebîșev
Fie X o variabilă discretă sau continuă cu valorile x, valoare medie μ și dispersia σ². Probabilitatea ca modulul diferenței (x-μ) să fie mai mare sau egal cu un număr oarecare ε>0 este mai mică sau egală cu câtul dintre dispersia σ² și pătratul lui ε.

{\displaystyle P\left({\big |}x-\mu {\big |}\geq \epsilon \right)\leq {\sigma ^{2} \over \epsilon ^{2}}}

### Legea numerelor mari
- Jakob Bernoulli

Probabilitatea ca modulul diferenței dintre frecvența relativă a evenimentului E în cazul a n experimente (n suficient de mare) și probabilitatea p a evenimentului E să fie mai mic ca ε pozitiv, arbitrar de mic e aproximativ egală cu unu.

{\displaystyle P\left({\bigg |}{m \over n}-p{\bigg |}<\epsilon \right)\geq 1-{\frac {1}{4\epsilon ^{2}n}}}
- Pafnuti Cebîșev

Probabilitatea ca modulul diferenței dintre media aritmetică A a valorilor medii a n variabile aleatoare independente (n suficient de mare) și media aritmetică a variabilelor aleatoare să fie mai mică decât ε e aproximativ egală cu unu.
{\displaystyle P\left({\Bigg |}{1 \over n}\sum _{i=1}^{n}X_{i}-A{\Bigg |}<\epsilon \right)\geq 1-{\frac {b^{2}}{n\epsilon ^{2}}}}.

## Repartiții
- Repartiția binomială (Bernoulli)

Legea de repartiție: {\displaystyle P_{n}(k)=C_{n}^{k}p^{k}(1-p)^{n-k}}
Media: μ = np
Dispersia: σ² = np(1-p)
Formula de recurență: {\displaystyle P_{n}(k+1)={\frac {n-k}{k+1}}\cdot {\frac {p}{1-p}}P_{n}(k)}
- Repartiția Poisson

Este asemănătoare cu cea binomială, deosebindu-se prin faptul că n poate fi foarte mare (n-> ∞)
și p foarte mic (p->0).
Legea de repartiție: {\displaystyle \Psi _{n}(k)={\frac {a^{k}e^{-a}}{k!}}}
Media: a
Dispersia: a
Formula de recurență: {\displaystyle \Psi _{n+1}(k)={\frac {a}{k+1}}\Psi _{n}(k)}
- Repartiția Gauss (normală)

Densitatea de repartiție: {\displaystyle p(x)={\frac {1}{a{\sqrt {2\pi }}}}e^{-{\frac {(x-b)^{2}}{2a^{2}}}}}
Media: μ=b
Dispersia: σ²=a²
- Repartiția normală redusă

Densitatea de repartiție: {\displaystyle \varphi (\lambda )={\frac {1}{\sqrt {2\pi }}}e^{-{\frac {\lambda ^{2}}{2}}}}
Media: μ=0
Dispersia: σ²=1
Cu ajutorul substituției λ=(x-μ)/σ și se face pentru a înlesni calculele.
- Funcția de repartiție (integrala lui Gauss)

{\displaystyle F(x)=\int _{-\infty }^{x}p(t)\,dt={\frac {1}{a{\sqrt {2\pi }}}}\int _{-\infty }^{x}e^{-{\frac {(t-b)^{2}}{2a^{2}}}}\,dt}

## Teoreme limită pentru sume de variabile aleatoare independente

### Teorema Moivre-Laplace
Unde n reprezintă experimentele, p probabilitatea ca E să apară și q=1-p probabilitatea ca E să nu apară.

{\displaystyle P\left\{a\leq \sum _{k=1}^{n}{\frac {mb-\mu }{\sqrt {mpq}}}<b\right\}} -> {\displaystyle {\frac {1}{\sqrt {2\pi }}}\int _{a}^{b}e^{-{\frac {x^{2}}{2}}}\,dx}

### Teorema limită centrală
Dacă variabilele aleatoare independente două câte două x{\displaystyle _{1}}, x{\displaystyle _{2}}, ..., x{\displaystyle _{n}} au aceeași repartiție și dacă μ=M(x{\displaystyle _{n}}) și σ²=Δ²(x{\displaystyle _{n}})>0 atunci variabila aleatoare {\displaystyle {\frac {{1 \over n}\sum _{k=1}^{n}X_{k}-M\left({1 \over n}\sum _{k=1}^{n}X_{k}\right)}{\Delta \left({1 \over n^{2}}\sum _{k=1}^{n}X_{k}\right)}}} urmează o repartiție normală redusă.

## Vezi și
- István Hatvani

1. ↑    - Nicolae N. Mihăileanu, vol. 2, (1981), p. 451